# Світовий Тур UCI 2015
Світовий Тур UCI 2015 — сьомі змагання з велоспорту на шосе за новою рейтинговою системою, яку ввів Міжнародний союз велосипедистів (UCI) 2009 року. Сезон розпочався 20 січня стартовим етапом Тур Даун Андер і завершився 4 жовтня етапом Іль Ломбардія. Іспанець Алехандро Валверде був дворазовим чинним чемпіоном.
Другий рік підряд Алехандро Валверде виграв Світовий Тур в особистому заліку, набравши 675 очок упродовж сезону. Велогонщик Movistar Team набрав на 201 очко більше, ніж його найближчий переслідувач і співвітчизник Хоакім Родрігес з команди Katusha–Alpecin, а колумбійський гонщик Наїро Кінтана з команди Movistar Team посів третє місце, на 17 очок позаду позаду Родрігеса і на 218 очок позаду Валверде. У командному заліку третій рік підряд перемогу здобула Movistar Team, набравши 1619 очок. Друге місце посіла Katusha–Alpecin, на 13 очок позаду, а Team Sky опинилась на третьому місці. У національному заліку з великою перевагою перемогла Іспанія, на 839 очок випередивши Італію, яка вийшла на друге місце на останньому етапі, завдяки перемозі Вінченцо Нібалі на Іль Ломбардія.

## Команди
Команди складалися з кількох груп. Перша група складалася зі Світових команд. Організатори також могли запрошувати континентальні і національні команди.
| Код | Офіційна назва команди           | Власник ліцензії                 | Країна          | Спонсор    | Велосипеди  |
| --- | -------------------------------- | -------------------------------- | --------------- | ---------- | ----------- |
| ALM | AG2R La Mondiale (сезон 2015)    | EUSRL France Cyclisme            | Франція         | SRAM       | Focus       |
| AST | Astana Pro Team (сезон 2015)     | Abacanto SA                      | Казахстан       | Campagnolo | Specialized |
| BMC | BMC Racing Team (сезон 2015)     | Continuum Sports LLC             | США             | Shimano    | BMC         |
| TCG | Cannondale-Drapac (сезон 2015)   | Slipstream Sports, LLC           | США             | Shimano    | Cannondale  |
| EQS | Quick-Step Floors (сезон 2015)   | Esperanza bvba                   | Бельгія         | Shimano    | Specialized |
| FDJ | FDJ (сезон 2015)                 | Société de Gestion de L'Echappée | Франція         | Shimano    | Lapierre    |
| TGA | Team Sunweb (сезон 2015)         | SMS Cycling B.V.                 | Німеччина       | Shimano    | Giant       |
| IAM | IAM Cycling (сезон 2015)         |                                  | Швейцарія       | Shimano    | Scott       |
| KAT | Katusha–Alpecin (сезон 2015)     | Katusha Management SA            | Росія           | Shimano    | Canyon      |
| LAM | UAE Team Emirates (сезон 2015)   | CGS Cycling Team AG              | Італія          | Shimano    | Merida      |
| LTS | Lotto Soudal (сезон 2015)        | Belgian Cycling Company sa       | Бельгія         | Campagnolo | Ridley      |
| TLJ | Team Lotto NL-Jumbo (сезон 2015) | Rabo Wielerploegen               | Нідерланди      | Shimano    | Bianchi     |
| MOV | Movistar Team (сезон 2015)       | Abarca Sports S.L.               | Іспанія         | Campagnolo | Canyon      |
| OGE | Orica–Scott (сезон 2015)         | GreenEdge Cycling                | Австралія       | Shimano    | Scott       |
| SKY | Team Sky (сезон 2015)            | Tour Racing Limited              | Велика Британія | Shimano    | Pinarello   |
| TCS | Tinkoff (сезон 2015)             | Tinkoff Sport                    | Росія           | Shimano    | Specialized |
| TFR | Trek-Segafredo (сезон 2015)      | Trek Bicycle Corporation         | США             | Shimano    | Trek        |

## Змагання
Всі етапи Світового Туру UCI 2014 увійшли в цей сезон, за винятком Туру Пекіна, який більше не буде проводитися.
| Етап                                                           | Дати                   | Переможець                    | Переможець | Другий                    | Другий  | Третій                     | Третій  | Решта очок (4-те місце і нижче)                                   | Очки за етап    |
| -------------------------------------------------------------- | ---------------------- | ----------------------------- | ---------- | ------------------------- | ------- | -------------------------- | ------- | ----------------------------------------------------------------- | --------------- |
| Тур Даун Андер                                                 | 20 – 25 січня          | Роан Денніс (AUS)             | 100        | Річі Порт (AUS)           | 80      | Кадел Еванс (AUS)          | 70      | 60, 50, 40, 30, 20, 10, 4                                         | 6, 4, 2, 1, 1   |
| Париж — Ніцца                                                  | 8 – 15 березня         | Річі Порт (AUS)               | 100        | Міхал Квятковський (POL)  | 80      | Симон Шпілак (SLO)         | 70      | 60, 50, 40, 30, 20, 10, 4                                         | 6, 4, 2, 1, 1   |
| Тіррено — Адріатіко                                            | березня 11 – 17        | Наїро Кінтана (COL)           | 100        | Бауке Моллема (NED)       | 80      | Рігоберто Уран (COL)       | 70      | 60, 50, 40, 30, 20, 10, 4                                         | 6, 4, 2, 1, 1   |
| Мілан — Сан-Ремо                                               | 22 березня             | Джон Дегенкольб (GER)         | 100        | Александер Крістофф (NOR) | 80      | Майкл Меттьюс (AUS)        | 70      | 60, 50, 40, 30, 20, 10, 4                                         | N/A             |
| Вольта Каталунії                                               | березня 23 – 29        | Річі Порт (AUS)               | 100        | Алехандро Валверде (ESP)  | 80      | Доменіко Поццовіво (ITA)   | 70      | 60, 50, 40, 30, 20, 10, 4                                         | 6, 4, 2, 1, 1   |
| E3 Харелбеке                                                   | березня 27             | Джерейнт Томас (GBR)          | 80         | Зденек Штибар (CZE)       | 60      | Matteo Trentin (ITA)       | 50      | 40, 30, 22, 14, 10, 6, 2                                          | N/A             |
| Гент — Вевельгем                                               | березня 29             | Лука Паоліні (ITA)            | 80         | Нікі Терпстра (NED)       | 60      | Джерейнт Томас (GBR)       | 50      | 40, 30, 22, 14, 10, 6, 2                                          | N/A             |
| Тур Фландрії                                                   | 5 квітня               | Александер Крістофф (NOR)     | 100        | Нікі Терпстра (NED)       | 80      | Грег Ван Авермет (BEL)     | 70      | 60, 50, 40, 30, 20, 10, 4                                         | N/A             |
| Тур Країни Басків                                              | 6 – 11 квітня          | Хоакім Родрігес (ESP)         | 100        | Серхіо Енао (COL)         | 80      | Йон Іссагірре (ESP)        | 70      | 60, 50, 40, 30, 20, 10, 4                                         | 6, 4, 2, 1, 1   |
| Париж — Рубе                                                   | April 12               | Джон Дегенкольб (GER)         | 100        | Зденек Штибар (CZE)       | 80      | Грег Ван Авермет (BEL)     | 70      | 60, 50, 40, 30, 20, 10, 4                                         | N/A             |
| Амстел Голд Рейс                                               | April 19               | Міхал Квятковський (POL)      | 80         | Алехандро Валверде (ESP)  | 60      | Michael Matthews (AUS)     | 50      | 40, 30, 22, 14, 10, 6, 2                                          | N/A             |
| Флеш Валонь                                                    | April 22               | Алехандро Валверде (ESP)      | 80         | Жюліан Алафіліпп (FRA)    | 60      | Мікаель Альбазіні (SUI)    | 50      | 40, 30, 22, 14, 10, 6, 2                                          | N/A             |
| Льєж — Бастонь — Льєж                                          | April 26               | Алехандро Валверде (ESP)      | 100        | Жюліан Алафіліпп (FRA)    | 80      | Хоакім Родрігес (ESP)      | 70      | 60, 50, 40, 30, 20, 10, 4                                         | N/A             |
| Тур Романдії                                                   | 28 квітня – травня 3   | Закарін Ільнур Азатович (RUS) | 100        | Симон Шпілак (SLO)        | 80      | Кріс Фрум (GBR)            | 70      | 60, 50, 40, 30, 20, 10, 4                                         | 6, 4, 2, 1, 1   |
| Джиро д'Італія                                                 | 9 – 31 травня          | Альберто Контадор (ESP)       | 170        | Фабіо Ару (ITA)           | 130 pts | Мікель Ланда (ESP)         | 100     | 90, 80, 70, 60, 52, 44, 38, 32, 26, 22, 18, 14, 10, 8, 6, 4, 2    | 16, 8, 4, 2, 1  |
| Крітеріум ду Дофіне                                            | 7 – 14 червня          | Кріс Фрум (GBR)               | 100        | ТіДжей Ван Гардер (USA)   | 80      | Руй Кошта (POR)            | 70      | 60, 50, 40, 30, 20, 10, 4                                         | 6, 4, 2, 1, 1   |
| Тур Швейцарії                                                  | 13 – 21 червня         | Симон Шпілак (SLO)            | 100        | Джерейнт Томас (GBR)      | 80      | Том Дюмулін (NED)          | 70      | 60, 50, 40, 30, 20, 10, 4                                         | 6, 4, 2, 1, 1   |
| Тур де Франс                                                   | 4 – 26 липня           | Кріс Фрум (GBR)               | 200 pts    | Наїро Кінтана (COL)       | 150     | Алехандро Валверде (ESP)   | 120 pts | 110, 100, 90, 80, 70, 60, 50, 40, 30, 24, 20, 16, 12, 10, 8, 6, 4 | 20, 10, 6, 4, 2 |
| Класика Сан-Себастьяна                                         | серпня 1               | Адам Єйтс (GBR)               | 80         | Філіп Жильбер (BEL)       | 60      | Алехандро Валверде (ESP)   | 50      | 40, 30, 22, 14, 10, 6, 2                                          | N/A             |
| Тур Польщі                                                     | серпня 2 – 8           | Йон Іссагірре (ESP)           | 100        | Барт Де Клерк (BEL)       | 80      | Бен Херманс (BEL)          | 70      | 60, 50, 40, 30, 20, 10, 4                                         | 6, 4, 2, 1, 1   |
| Енеко Тур                                                      | 10 – 16 серпня         | Тім Велленс (BEL)             | 100        | Грег Ван Авермет (BEL)    | 80      | Вілко Келдерман (NED)      | 70      | 60, 50, 40, 30, 20, 10, 4                                         | 6, 4, 2, 1, 1   |
| Вуельта Іспанії                                                | 22 серпня – 13 вересня | Фабіо Ару (ITA)               | 170        | Хоакім Родрігес (ESP)     | 130 pts | Рафал Майка (POL)          | 100     | 90, 80, 70, 60, 52, 44, 38, 32, 26, 22, 18, 14, 10, 8, 6, 4, 2    | 16, 8, 4, 2, 1  |
| Ваттенфаль Класик                                              | серпня 23              | Андре Грайпель (GER)          | 80         | Александер Крістофф (NOR) | 60      | Джакомо Ніццоло (ITA)      | 50      | 40, 30, 22, 14, 10, 6, 2                                          | N/A             |
| Гран-прі Уес Франс                                             | серпня 30              | Александер Крістофф (NOR)     | 80         | Сімоне Понці (ITA)        | 0 pts   | Рамунас Навардаускас (LTU) | 50      | 40, 30, 22, 14, 10, 6, 2                                          | N/A             |
| Гран-прі Квебека                                               | вересня 11             | Рігоберто Уран (COL)          | 80         | Michael Matthews (AUS)    | 60      | Александер Крістофф (NOR)  | 50      | 40, 30, 22, 14, 10, 6, 2                                          | N/A             |
| Гран-прі Монреаля                                              | вересня 13             | Тім Велленс (BEL)             | 80         | Адам Єйтс (GBR)           | 60      | Руй Кошта (POR)            | 50      | 40, 30, 22, 14, 10, 6, 2                                          | N/A             |
| Командна гонка з роздільним стартом at the World Championships | вересня 20             | BMC Racing Team               | 200 pts    | Quick-Step Floors         | 170     | Movistar Team              | 140 pts | 130, 120, 110, 100, 90, 80, 70                                    | N/A             |
| Іль Ломбардія                                                  | жовтня 4               | Вінченцо Нібалі (ITA)         | 100        | Даніель Морено (ESP)      | 80      | Тібо Піно (FRA)            | 70      | 60, 50, 40, 30, 20, 10, 4                                         | N/A             |

Примітки
1. ↑  оскільки Понці виступав за Wilier Triestina–Selle Italia, яка не є світовою командою, то він не міг набирати очки в залік Світового туру.
2. ↑  The World Team Час Trial Championship awards points only in the team rankings, not in the individual or national standings.[2]

## Рейтинги

### особистий
Гонщики, які набрали одну й ту саму кількість очок, ділили місця за кількістю перемог, других місць, третіх місць тощо, на змаганнях і етапах Світового туру.
| Місце | Ім'я                      | Команда           | Очки |
| ----- | ------------------------- | ----------------- | ---- |
| 1     | Алехандро Валверде (ESP)  | Movistar Team     | 675  |
| 2     | Хоакім Родрігес (ESP)     | Katusha–Alpecin   | 474  |
| 3     | Наїро Кінтана (COL)       | Movistar Team     | 457  |
| 4     | Александер Крістофф (NOR) | Katusha–Alpecin   | 453  |
| 5     | Фабіо Ару (ITA)           | Astana Pro Team   | 448  |
| 6     | Кріс Фрум (GBR)           | Team Sky          | 430  |
| 7     | Альберто Контадор (ESP)   | Tinkoff           | 407  |
| 8     | Грег Ван Авермет (BEL)    | BMC Racing Team   | 324  |
| 9     | Руй Кошта (POR)           | UAE Team Emirates | 324  |
| 10    | Тібо Піно (FRA)           | FDJ               | 319  |
| 11    | Річі Порт (AUS)           | Team Sky          | 314  |
| 12    | Джон Дегенкольб (GER)     | Team Sunweb       | 302  |
| 13    | Рігоберто Уран (COL)      | Quick-Step Floors | 301  |
| 14    | Джерейнт Томас (GBR)      | Team Sky          | 283  |
| 15    | Том Дюмулін (NED)         | Team Sunweb       | 271  |
| 16    | Симон Шпілак (SLO)        | Katusha–Alpecin   | 269  |
| 17    | Петер Саган (SVK)         | Tinkoff           | 257  |
| 18    | Доменіко Поццовіво (ITA)  | AG2R La Mondiale  | 242  |
| 19    | Вінченцо Нібалі (ITA)     | Astana Pro Team   | 238  |
| 20    | Michael Matthews (AUS)    | Orica–Scott       | 221  |
| 21    | Даніель Морено (ESP)      | Katusha–Alpecin   | 216  |
| 22    | Бауке Моллема (NED)       | Trek-Segafredo    | 212  |
| 23    | Ромен Барде (FRA)         | AG2R La Mondiale  | 206  |
| 24    | Андре Грайпель (GER)      | Lotto Soudal      | 203  |
| 25    | Тім Велленс (BEL)         | Lotto Soudal      | 195  |

- 215 гонщиків набрали очки. Ще 48 гонщиків посіли місця, які принесли б їм очки, якби вони належали до світових команд.

### Командний
Командні очки нараховувалися додаванням особистих очок найкращих п'яти гонщиків у кожній команді. Крім того, до них додались очки зароблені в командній гонці з роздільним стартом на Чемпіонаті світу (WTTT).
| Місце | Команда             | Очки | Найкращі 5 гонщиків                                                             | WTTT |
| ----- | ------------------- | ---- | ------------------------------------------------------------------------------- | ---- |
| 1     | Movistar Team       | 1619 | Валверде (675), Н. Кінтана (457), Й. ісагірре (173), Амадор (93), інчаусті (81) | 140  |
| 2     | Katusha–Alpecin     | 1606 | Родрігес (474), Крістофф (453), Шпілак (269), Д. Морено (216), Закарін (194)    | 0    |
| 3     | Team Sky            | 1378 | Froome (430), Порт (314), Томас (283), Сер. Енао (167), Нієве (104)             | 80   |
| 4     | Quick-Step Floors   | 1158 | Уран (301), Квятковський (195), Алафіліпп (180), Штибар (172), Терпстра (140)   | 170  |
| 5     | Astana Pro Team     | 1106 | Ару (448), Нібалі (238), Ланда (164), Бом (102), Фульсанг (64)                  | 90   |
| 6     | BMC Racing Team     | 1010 | Ван Авермет (324), Жильбер (179), Денніс (135), Ван Гардер (96), Еванс (76)     | 200  |
| 7     | Tinkoff             | 929  | Контадор (407), П. Саган (257), Майка (165), Кройцігер (64), Брешель (36)       | 0    |
| 8     | Orica–Scott         | 845  | Меттьюс (221), А. Єйтс (150), С. Єйтс (148), Чавес (134), Альбазіні (62)        | 130  |
| 9     | Lotto Soudal        | 832  | Грайпель (203), Велленс (195), Галлопен (127), Де Клерк (106), Бенот (101)      | 100  |
| 10    | Team Sunweb         | 769  | Дегенкольб (302), Т. Дюмулін (271), Баргіль (34), Гешке (32), Сінкельдам (10)   | 120  |
| 11    | AG2R La Mondiale    | 587  | Поццовіво (242), Барде (206), Беклантс (59), Вієрмоз (49), Ріблон (31)          | 0    |
| 12    | UAE Team Emirates   | 566  | Costa (324), Уліссі (98), Боніфаціо (60), Модоло (43), Вальс (41)               | 0    |
| 13    | Trek-Segafredo      | 529  | Моллема (212), Ніццоло (78), Фелліне (64), Канчеллара (59), Юнгельс (46)        | 70   |
| 14    | Team Lotto NL-Jumbo | 485  | Гесінк (114), Келдерман (111), Крейсвейк (80), Ванмарке (52), Ліндеман (18)     | 110  |
| 15    | FDJ                 | 439  | Піно (319), Женьє (44), Демар (33), Ру (22), Морабіто (21)                      | 0    |
| 16    | Cannondale-Drapac   | 340  | Хешедаль (102), Д. Мартін (85), Таланскі (54), Навардаускас (50), Слагтер (49)  | 0    |
| 17    | IAM Cycling         | 189  | Франк (72), Ельмігер (56), Пантано (27), Пелуккі (20), Сі. Шаванель (14)        | 0    |

### Національний
Національні очки нараховувалися додаванням особистих очок найкращих п'яти гонщиків, які виступали за ту чи іншу країну. Цей рейтинг станом на 15 серпня також використовувався, щоб визначити кількість гонщиків від тієї чи іншої країни в груповій гонці Чемпіонату світу 2015.
| Місце | Країна          | Очки | Найкращі 5 гонщиків (якщо мають право на очки)                                     |
| ----- | --------------- | ---- | ---------------------------------------------------------------------------------- |
| 1     | Іспанія         | 1945 | Валверде (675), Родрігес (474), Контадор (407), Д. Морено (216), Й. Ісагірре (173) |
| 2     | Італія          | 1106 | Ару (448), Поццовіво (242), Нібалі (238), Уліссі (98), Паоліні (80)                |
| 3     | Колумбія        | 1099 | Н. Кінтана (457), Уран (301), Сер. Енао (167), Чавес (134), Атапума (40)           |
| 4     | Велика Британія | 1041 | Froome (430), Томас (283), А. Єйтс (150), С. Єйтс (148), Кавендіш (30)             |
| 5     | Бельгія         | 905  | Ван Авермет (324), Велленс (195), Жильбер (179), Де Клерк (106), Бенот (101)       |
| 6     | Франція         | 881  | Піно (319), Барде (206), Алафіліпп (180), Галлопен (127), Вієрмоз (49)             |
| 7     | Нідерланди      | 848  | Т. Дюмулін (271), Моллема (212), Терпстра (140), Гесінк (114), Келдерман (111)     |
| 8     | Австралія       | 777  | Порт (314), Меттьюс (221), Денніс (135), Еванс (76), Роджерс (31)                  |
| 9     | Німеччина       | 587  | Дегенкольб (302), Грайпель (203), Т. Мартін (40), Гешке (32), Кіттель (10)         |
| 10    | Норвегія        | 453  | Крістофф (453)                                                                     |
| 11    | Польща          | 376  | Квятковський (195), Майка (165), Боднар (16)                                       |
| 12    | Португалія      | 355  | Кошта (324), Олівейра (24), Кардосо (6), Машаду (1)                                |
| 13    | Чехія           | 306  | Штибар (172), Кеніг (70), Кройцігер (64)                                           |
| 14    | Словенія        | 294  | Шпілак (269), Поланц (16), Мезгец (9)                                              |
| 15    | Швейцарія       | 270  | Франк (72), Альбазіні (62), Канчеллара (59), Ельмігер (56), Морабіто (21)          |

- Гонщики з 34 країн набрали очки.

## Зміна лідера
| Змагання (Переможець)                                                     | особистий          | Командний         | Національний |
| ------------------------------------------------------------------------- | ------------------ | ----------------- | ------------ |
| Тур Даун Андер (Роан Денніс)                                              | Роан Денніс        | BMC Racing Team   | Австралія    |
| Париж — Ніцца (Річі Порт)                                                 | Річі Порт          | Team Sky          | Австралія    |
| Тіррено — Адріатіко (Наїро Кінтана)                                       | Річі Порт          | Team Sky          | Австралія    |
| Мілан — Сан-Ремо (Джон Дегенкольб)                                        | Річі Порт          | Team Sky          | Австралія    |
| E3 Харелбеке (Джерейнт Томас)                                             | Річі Порт          | Team Sky          | Австралія    |
| Вольта Каталунії (Річі Порт)                                              | Річі Порт          | Team Sky          | Австралія    |
| Гент — Вевельгем (Лука Паоліні)                                           | Річі Порт          | Team Sky          | Австралія    |
| Тур Фландрії (Александер Крістофф)                                        | Річі Порт          | Team Sky          | Австралія    |
| Тур Країни Басків (Хоакім Родрігес)                                       | Річі Порт          | Team Sky          | Австралія    |
| Париж — Рубе (Джон Дегенкольб)                                            | Річі Порт          | Team Sky          | Австралія    |
| Амстел Голд Рейс (Міхал Квятковський)                                     | Річі Порт          | Quick-Step Floors | Австралія    |
| Флеш Валонь (Алехандро Валверде)                                          | Річі Порт          | Quick-Step Floors | Австралія    |
| Льєж — Бастонь — Льєж (Алехандро Валверде)                                | Алехандро Валверде | Quick-Step Floors | Іспанія      |
| Тур Романдії (Закарін Ільнур Азатович)                                    | Алехандро Валверде | Quick-Step Floors | Іспанія      |
| Джиро д'Італія (Альберто Контадор)                                        | Алехандро Валверде | Quick-Step Floors | Іспанія      |
| Крітеріум ду Дофіне (Кріс Фрум)                                           | Алехандро Валверде | Team Sky          | Іспанія      |
| Тур Швейцарії (Симон Шпілак)                                              | Алехандро Валверде | Katusha–Alpecin   | Іспанія      |
| Тур де Франс (Кріс Фрум)                                                  | Алехандро Валверде | Team Sky          | Іспанія      |
| Класика Сан-Себастьяна (Адам Єйтс)                                        | Алехандро Валверде | Team Sky          | Іспанія      |
| Тур Польщі (Йон Іссагірре)                                                | Алехандро Валверде | Team Sky          | Іспанія      |
| Енеко Тур (Тім Велленс)                                                   | Алехандро Валверде | Team Sky          | Іспанія      |
| Ваттенфаль Класик (Андре Грайпель)                                        | Алехандро Валверде | Team Sky          | Іспанія      |
| Гран-прі Уес Франс (Александер Крістофф)                                  | Алехандро Валверде | Katusha–Alpecin   | Іспанія      |
| Гран-прі Квебека (Рігоберто Уран)                                         | Алехандро Валверде | Katusha–Alpecin   | Іспанія      |
| Вуельта Іспанії (Фабіо Ару)                                               | Алехандро Валверде | Katusha–Alpecin   | Іспанія      |
| Гран-прі Монреаля (Тім Велленс)                                           | Алехандро Валверде | Katusha–Alpecin   | Іспанія      |
| Командна гонка з роздільним стартом на чемпіонаті світу (BMC Racing Team) | Алехандро Валверде | Movistar Team     | Іспанія      |
| Іль Ломбардія (Вінченцо Нібалі)                                           | Алехандро Валверде | Movistar Team     | Іспанія      |